# 2019 dans la police
Cet article présente les faits marquants de l'année 2019 dans la police.

## Évènements
- 10 février : Mort d'Allan Lambin au commissariat de Saint-Malo.
- mars : Création de la brigade de répression de l'action violente motorisée (BRAV-M).
- 23 mars : Affaire Geneviève Legay, manifestante gravement blessée après avoir été projetée au sol par un policier.
- nuit du 21 au 22 juin : Disparition de Steve Maia Caniço qui coïncide avec une intervention policière ayant eu lieu sur un quai d'une île de la Loire.
- 3 octobre : Attentat de la préfecture de police de Paris causant la mort de trois policiers et un agent administratif, ainsi que du tueur, Mickaël Harpon, adjoint administratif à la préfecture de police.